# Bekennen will ich seinen Namen
Bekennen will ich seinen Namen (Je veux reconnaître son nom) (BWV 200), est une cantate de Johann Sebastian Bach composé à Leipzig en 1742 pour la fête de la Purification. Pour cette destination liturgique, trois autres cantates ont franchi le seuil de la postérité : les BWV 82, 83 et 125. Presque toute la musique est perdue. Découverte en 1924 dans une collection particulière, elle a été acquise en 1979 par la Bibliothèque nationale d'Allemagne. Elle ressemble beaucoup à une aria d'une passion de Gottfried Heinrich Stölzel ce qui laisserait penser que Bach ait transcrit et adapté cette passion en une cantate. Le texte est d'un auteur inconnu.
La cantate est écrite pour deux violons, basse continue et un soliste vocal (alto).
Il n'en reste qu'un mouvement : l'aria Bekennen will ich seinen Namen, pour alto.